# 赵天从
赵天从（1906年—1995年），男，直隶（今河北）赵县人，中国有色金属冶金专家，曾任中南工业大学教授、博士生导师。